# Wahlen zum Repräsentantenhaus der Vereinigten Staaten 1930
Bei den Wahlen zum Repräsentantenhaus der Vereinigten Staaten 1930 wurden am 4. November 1930 die Abgeordneten des Repräsentantenhauses gewählt. Im Bundesstaat Maine fanden die Wahlen bereits am 8. September statt. Die Wahl war Teil der allgemeinen Wahlen zum 72. Kongress der Vereinigten Staaten in jenem Jahr, bei denen auch ein Drittel der US-Senatoren gewählt wurde. Da die Wahlen etwa in der Mitte der Amtszeit des Republikanischen Präsidenten Herbert Hoover stattfanden (Midterm Election), galten sie auch als Votum über die bisherige Politik des Präsidenten.
Zum Zeitpunkt der Wahlen bestanden die Vereinigten Staaten aus 48 Bundesstaaten. Die Zahl der zu wählenden Abgeordneten war 435.  Die Sitzverteilung basierte auf der Volkszählung von 1910. (Wegen fehlender politischer Mehrheiten wurde die eigentliche Anpassung nach den Zahlen der Volkszählung von 1920 nicht vorgenommen. Die nächste Anpassung erfolgte erst im Jahr 1932 mit den Daten der Volkszählung von 1930).
Bei der Wahl gewannen die Demokraten 52 Sitze hinzu, während die Republikaner exakt die gleiche Anzahl an Mandaten verloren. Mit nunmehr 218 Sitzen konnten die Republikaner ihre bisherige absolute Mehrheit gerade noch behaupten. Diese lag genau bei dieser Zahl. Allerdings änderten sich im Verlauf der Legislaturperiode durch Nachwahlen die Mehrheitsverhältnisse zu Gunsten der Demokraten. Der Grund für den Demokratischen Wahlsieg ist vor allem in der seit Oktober 1929 ausgebrochenen Weltwirtschaftskrise zu sehen, deren Folgen sich bereits spürbar auf die amerikanische Wirtschaft auswirkten. Die Zahl der Arbeitslosen stieg an und damit wuchs die Unzufriedenheit der Bürger. Für diese Entwicklung wurde von den Wählern die Politik der Republikanischen Bundesregierung verantwortlich gemacht, der man Untätigkeit hinsichtlich der Bekämpfung der Krise vorwarf.
Vor allem in den Südstaaten war das Wahlrecht durch Gesetze eingeschränkt, die das Wahlrecht an ein bestimmtes Steueraufkommen knüpften. Dadurch wurden ärmere Weiße, vor allem aber viele Afro-Amerikaner vom Wahlrecht ausgeschlossen. Diese Einschränkungen galten bis zur Verabschiedung des 24. Zusatzartikel zur Verfassung der Vereinigten Staaten im Jahr 1964.

## Wahlergebnis
- Demokratische Partei 216 (164) Sitze
- Republikanische Partei 218 (270) Sitze
- Farmer Labor Party: 1 (1) Sitze

Gesamt: 435 (435)
In Klammern sind die Ergebnisse der letzten Wahl zwei Jahre zuvor. Veränderungen im Verlauf der Legislaturperiode, die nicht die Wahlen an sich betreffen, sind bei diesen Zahlen nicht berücksichtigt, werden aber im Artikel über den 72. Kongress im Abschnitt über die Mitglieder des Repräsentantenhauses bei den entsprechenden Namen der Abgeordneten vermerkt. Das Gleiche gilt für Wahlen in Staaten, die erst nach dem Beginn der Legislaturperiode der Union beitraten. Daher kommt es in den Quellen gelegentlich zu unterschiedlichen Angaben, da manchmal Veränderungen während der Legislaturperiode in die Zahlen eingearbeitet wurden und manchmal nicht.

## Weblink
- Party Divisions